# 趙黻鴻
趙黻鴻 (1875年—?)，字子襄，号青侣，漢軍正白旗人。清朝政治人物、進士出身。

## 生平
光緒十九年中癸巳科举人，二十一年（1895年），参加光緒乙未科殿試，登進士二甲77名。同年五月，改翰林院庶吉士。光緒二十九年四月，散館，著以部属用。光緒二十九年四月，散館，著以部属用。江西奉贤县、江苏常熟县知县，著有《狷庵诗钞》。

## 家庭
- 父同治十年（1871年）辛未科进士趙英祚。
- 胞弟趙黻章（趙紱章），后更名趙煥章，又名趙煥亭（字煥亭、幻亭），是民国年间有名的武侠小说和历史小说家，著有《英雄走国紀》、《奇侠精忠传》、《巾帼英雄秦良玉》、《明末痛史演义》等。
- 妻李氏（父镶蓝旗汉军、光绪乙未科同榜进士豫咸，祖父咸丰癸丑进士李淇 (1831年)）。